# Mary Alice Young
Pour les articles homonymes, voir Young.
Mary Alice Young (précédemment Angela Forrest) est le nom d'un personnage fictif de la série télévisée Desperate Housewives, interprété par Brenda Strong. Narratrice du feuilleton, Mary Alice se suicide dès le pilote et commente désormais la vie de ses voisines et amies de Wisteria Lane, à l'aide d'une morale introduisant et concluant chaque épisode.

## Histoire du personnage

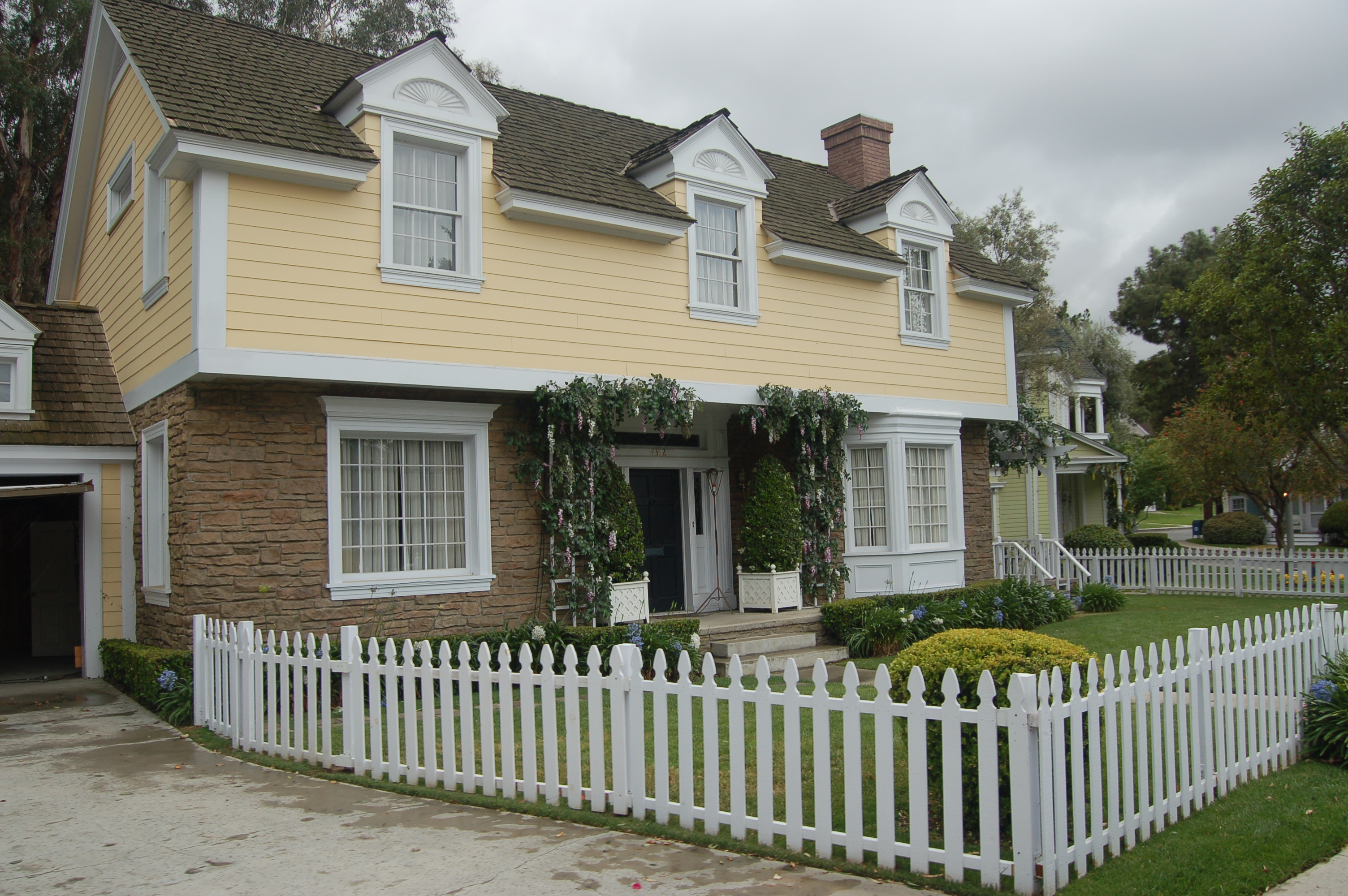
La "Morrison Home", telle qu'elle apparaissait jusqu'en 2008, Dans Desperate Housewives, la maison est située au 4352 Wisteria Lane et a accueilli la famille Young (avant le début de la série jusqu'à la fin de la saison 2).

Mary Alice Young apparaît comme la femme la plus mystérieuse de la saison une, car on ne connaît que peu de détails sur sa vie. Si ce n'est qu'elle est attachante, amicale et d'une générosité extraordinaire, si bien que personne ne se serait douté une seule seconde qu'elle allait se suicider, en se tirant une balle dans la tête ! Et cela, dès le premier épisode de la saison un. Après son décès, ses voisines, qui sont aussi de très bonne amies, se posent la question : pourquoi a-t-elle fait ça ? 
Après sa mort, Mary Alice commente d'outre-tombe : les faiblesses de ses amies, leurs mensonges et bien évidemment leurs secrets ! Elle sert de narratrice au téléspectateur et donne au début et à la fin de chaque épisode des commentaires très enrichissants donnant envie plus au moins de voir la suite. Elle n'apparaît que très rarement, lors de flash-back.
Après avoir trouvé une lettre de chantage adressée à Mary Alice, cachée dans ses affaires, ses amies firent une série de découvertes comme le fait qu'elle soit sous les soins du docteur Goldfine à qui elle confia son véritable nom, Angela Forrest et dont la conversation fut enregistrée et récupérée par Bree. De plus, Mary Alice semble avoir été l'une des protagonistes d'une affaire d'un bébé disparu.
Quand Felicia Tilman arriva à Fairview pour s'installer dans le quartier de Wisteria Lane, elle réalisa, alors qu'elle rendit visite à Paul, qu'elle connaissait Mary Alice par son ancienne identité.
Dans le dernier épisode de la première saison, le secret de la mort de Mary Alice est révélé : plusieurs années auparavant, dans l'incapacité d'avoir un enfant, elle acheta un bébé à une droguée nommée Deirdre Taylor et déménagea à Wisteria Lane avec son mari et son nouvel enfant pour commencer une nouvelle vie, sous le nom nouveau de Mary Alice Young et renommant son bébé Zach. La nouvelle famille semblait heureuse jusqu'à ce que Deirdre fasse son retour, apparemment sobre et souhaitant reprendre son bébé. Le couple et surtout Mary Alice Young qui pense qu'elle n'est peut-être pas totalement sobre commence par refuser. Deirdre commença alors à agir violemment et Mary Alice, souhaitant se défendre par un couteau, l'enfonça dans la poitrine de Deirdre, ce qui causa sa mort. Le couple décida alors de la couper en morceaux avant de brûler ceux-ci et mettre les restes dans un coffre à jouets. Quelques années plus tard, Martha Huber, en visite chez sa sœur, Felicia Tilman, découvrit le secret par son intermédiaire et décida de lui envoyer la lettre de chantage. Désespérée, Mary Alice décida de se suicider.
Dans la troisième saison, Lynette Scavo fit plusieurs rêves d'elle, au moment où elle lui a parlé pour la dernière fois, avant qu'elle ne commette le suicide. Plus tard, à l'hôpital, après la prise d'otage, Lynette fit un autre rêve, semblable à celui qu'elle fit précédemment : cependant, cette fois-ci, Lynette voulut l'aider et la sauver avant qu'elle ne commette le suicide ; Mary Alice répliqua alors qu'elle ne pouvait pas empêcher ce qu'elle ne pouvait pas prévoir. Elle était aussi censée apparaître dans un flashback lors du 3.12 en compagnie de Gabrielle Solis mais cette scène ne fut finalement pas retenue.
Dans la saison 4, Mary Alice apparait dans les épisodes 4.02 et 4.17 lors de courts flashbacks en rapport avec le mystère de Katherine Mayfair. On voit qu'elle gardait parfois Dylan, la fille de Katherine et Wayne.
Dans l'épisode 13 de la saison 5, on apprend qu'avant son suicide, Mary Alice a permis à un homme à tout faire de réussir à gagner sa vie correctement. Elle l'avait fait connaître de tous les habitants de Wisteria Lane.
Elle apparait également dans l'épisode 20 de la saison (Comment devient-on un monstre ?) dans lequel elle raconte comment elle a connu Eddie Orlofsky, l'étrangleur de Wisteria Lane et de son enfance perturbante. Dans cet épisode elle est témoin de la séparation de la mère d'Eddie et de son époux. Elle essaie donc du mieux qu'elle peut réconforter la mère d'Eddie et lui-même.
Mary Alice fait une très courte apparition au début de l'épisode 1 de la saison 7, dans lequel elle raconte la vie de Paul Young, elle est montrée à un repas entre voisins dans son jardin et également dans les bras de son mari Paul, heureuse et souriante comme lui. Elle est ensuite représentée au moment même ou elle ouvre la lettre de menace dans sa boîte aux lettres et enfin une dernière fois au moment de son suicide.
Un retour de Mary Alice était prévu pour la saison 8 afin de rendre ses apparitions récurrentes mais on ne la voit que dans trois épisodes. La première fois lorsque Bree reçoit la lettre de menaces, les raisons de son suicide sont évoquées en flashbacks. Ensuite, quand Bree voudra se suicider, Mary Alice lui apparaitra et lui fera comprendre que le suicide peut mettre fin au désespoir. Une hallucination ou un fantôme ? Enfin, dans l'épisode final, un flashback de son déménagement la met en scène avec la défunte Martha Huber, déjà trop curieuse. Une énième fois, on revoit la scène de son suicide. Puis dans la scène finale, on voit son fantôme (et d'autres), lorsque Susan quitte la rue.

## Chronologie du suicide
Jeudi 26 septembre 2004. C'est une journée comme les autres pour Mary Alice Young. Après avoir préparé le petit-déjeuner pour sa famille, Mary Alice suivit ses habitudes, qu'il s'agisse de la lessive ou des courses. Une fois de retour chez elle, Mary Alice alla banalement chercher son courrier dans sa boîte à lettres. C'est ainsi que, parmi de nombreuses factures, elle vit une mystérieuse enveloppe qui semblait lui être destinée. En l'ouvrant, elle découvrit avec stupéfaction une lettre de menace plus que bien précise.
JE SAIS CE QUE VOUS AVEZ FAIT,

ÇA ME DÉGOUTE

JE VAIS LE DIRE.
Pétrifiée, Mary Alice fut dérangée par son amie Lynette Scavo, qui revenait du supermarché. Poliment, Lynette lui demanda comment elle allait. Mary Alice répondit qu'elle se portait à merveille.
Le visage songeur de son amie interpella Lynette. Cependant, elle n'y fit une aucune remarque et dit simplement au revoir à Mary Alice avant de rentrer chez elle, sac de courses au bras.
Mary Alice rentre chez elle. Elle s'assoit dans sa cuisine, continuant à contempler le courrier accusateur. Elle n'entendit pas Eli Scruggs, l'homme à tout faire du quartier, entrer dans la cuisine. Le regard ému, Mary Alice tint à offrir à Eli le vase qu'il avait réparé pour elle deux ans plus tôt, le jour de leur rencontre. Tout comme Lynette, Eli remarqua que Mary Alice semblait distraite et insista pour savoir si tout allait réellement bien. Elle le rassura tant bien que mal et il partit.
Après avoir renoncé à en parler à ses amies, Mary Alice se dirigea vers le placard de l'entrée pour s'emparer d'un revolver. Elle chargea l'arme sur un fauteuil du salon avant d'aller se tirer une balle sur la tempe droite. Elle mourut instantanément.
Son corps fut découvert par sa voisine, Martha Huber, qui avait été surprise par le bruit de la détonation. À la recherche d'un prétexte pour rendre visite à Mary Alice, elle décida de lui rendre le mixeur qu'elle lui avait emprunté six mois auparavant. N'ayant pas de réponse en sonnant à la porte, Mme Huber se faufila dans le jardin des Young et jeta un œil au salon où elle aperçut le corps inanimé de Mary Alice, gisant dans son sang. Elle se précipita chez elle pour appeler les secours. L'ambulance arrivée, Marta Huber raconta les détails sordides de sa découverte aux voisins de Wisteria Lane, choqués par cette tragédie.
Se sentant coupable de ne pas avoir su déceler le malaise de Mary Alice, Eli Scruggs, qui regardait la scène depuis l'intérieur de sa camionnette, jura devant Dieu qu'il passerait le reste de son existence à aider son prochain.

## Anecdotes
- À l'origine, Mary Alice devait s'appeler Mary Alice Scott.
- Dans une version de l'épisode pilote non diffusée, Mary Alice fut interprétée par Sheryl Lee.

## Liste de ses apparitions
1re saison
- Ironie du sort (saison 1, épisode 1)
- Le dîner (saison 1, épisode 3)
- Nous sommes tous des pêcheurs (saison 1, épisode 8)
- Un faible pour les scandales (saison 1, épisode 16)
- Une fin heureuse (saison 1, épisode 23)

2e saison
- Le Chirurgien, sa Femme et son Amant (saison 2, épisode 16)
- Rebondissements à Wisteria Lane (1/2) (saison 2, épisode 23)
- Rebondissements à Wisteria Lane (2/2) (saison 2, épisode 24)

3e saison
- Un jour comme les autres (saison 3, épisode 7)

4e saison
- Rien n'est plus trompeur qu'un sourire (saison 4, épisode 2)
- Une amitié qui dure (saison 4, épisode 17)

5e saison
- Le Meilleur d'entre nous (saison 5, épisode 13)

6e saison
- Comment devient-on un monstre ? (saison 6, épisode 20)

7e saison
- Les Mauvaises Nouvelles (saison 7, épisode 1)

8e saison
- Je me sens coupable mais je me soigne (saison 8, épisode 2)
- Totalement seules (saison 8, épisode 9)
- Des histoires cent fin (saison 8, épisode 23)